# Joyaux de la Couronne britannique
Pour les articles homonymes, voir Joyaux de la couronne.

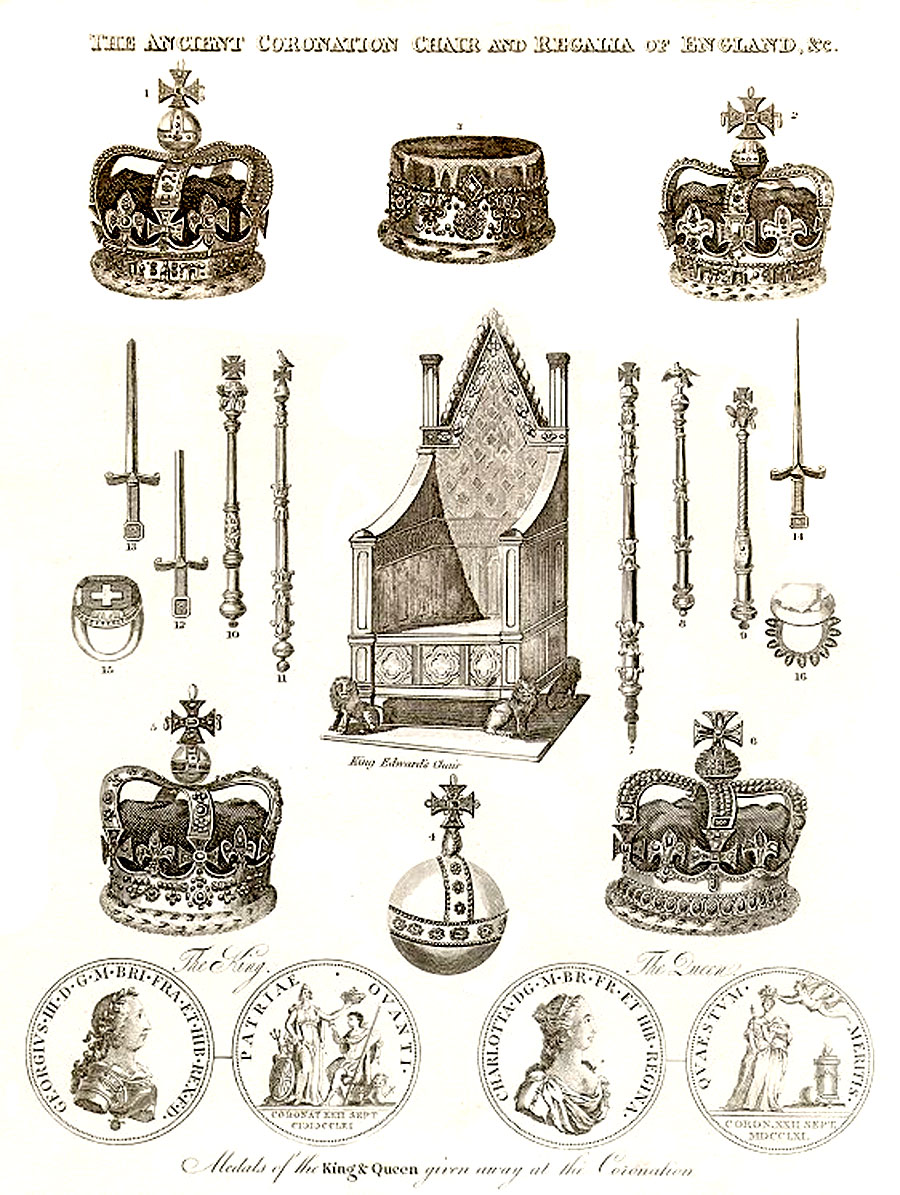
Les joyaux de la Couronne britannique sur une planche de 1814.
Cliquez sur l'image pour le détail des objets.

Les joyaux de la Couronne britannique sont les attributs du pouvoir royal et les costumes de cérémonie portés par les souverains du Royaume-Uni lors du couronnement ou lors de cérémonies officielles. Les joyaux de la Couronne se composent de différents objets : couronnes, sceptres (sceptre avec croix ou avec colombe), globes, épées, bagues, éperons, aubes, dalmatiques, bracelets, mais aussi la robe de cérémonie du souverain (pallium) ainsi que d'autres objets en relation avec la cérémonie.
La plupart des pièces sont un héritage direct de la période précédant la réforme anglicane et ont une connotation religieuse et sacrée. Par exemple, les vêtements portés par le souverain après l'onction ressemblent aux aubes et aux dalmatiques portés par les évêques.
La plus vieille collection de joyaux datait de la période anglo-saxonne et a été perdue par Jean d'Angleterre dans l'Est-Anglie en 1216. Une collection de remplacement a été créée peu de temps après la perte. La couronne du prince gallois Llywelyn le Dernier a été ajoutée en 1284. Ces pièces ont été volées dans l'abbaye de Westminster en 1303 mais ont été presque entièrement retrouvées quelques jours plus tard dans la vitrine d'un bijoutier qui a connu un destin funeste. Elles sont entreposées à la tour de Londres depuis 1303.
Oliver Cromwell a fait fondre la plupart des joyaux de son époque après l'instauration du Commonwealth en 1649. Presque toutes les pièces ont été remplacées après la restauration de Charles II d'Angleterre. De la période précédant la première révolution anglaise il ne reste que trois épées datant probablement du règne de Charles Ier et une cuillère utilisée pour l'onction du souverain pendant le couronnement.
La collection des joyaux de la Couronne britannique est considérée comme une des plus grandes et des plus précieuses au monde. Elle comprend notamment le célèbre diamant Koh-i Nor (« montagne de lumière ») et le Cullinan I ou Great Star of Africa.

## Couronnes
La collection des joyaux comporte diverses couronnes dont certaines ont été utilisées par tous les souverains alors que d'autres ont été fabriquées sur commande personnelle pour certains rois ou reines. En règle générale, la partie supérieure d'une couronne destinée à un roi est légèrement pointue alors que cette partie est légèrement courbe pour une reine.
- La couronne de saint Édouard (St. Edward's Crown) a été réalisée en 1661. Fabriquée en or, elle est constituée de quatre croix pattées et de quatre fleurs de lys surmontées de deux arcs. La couronne est sertie de 444 pierres précieuses. Elle est utilisée pendant presque toute la cérémonie du couronnement. La reine Élisabeth II a choisi de représenter cette couronne sous forme stylisée dans les armes royales du Royaume-Uni.

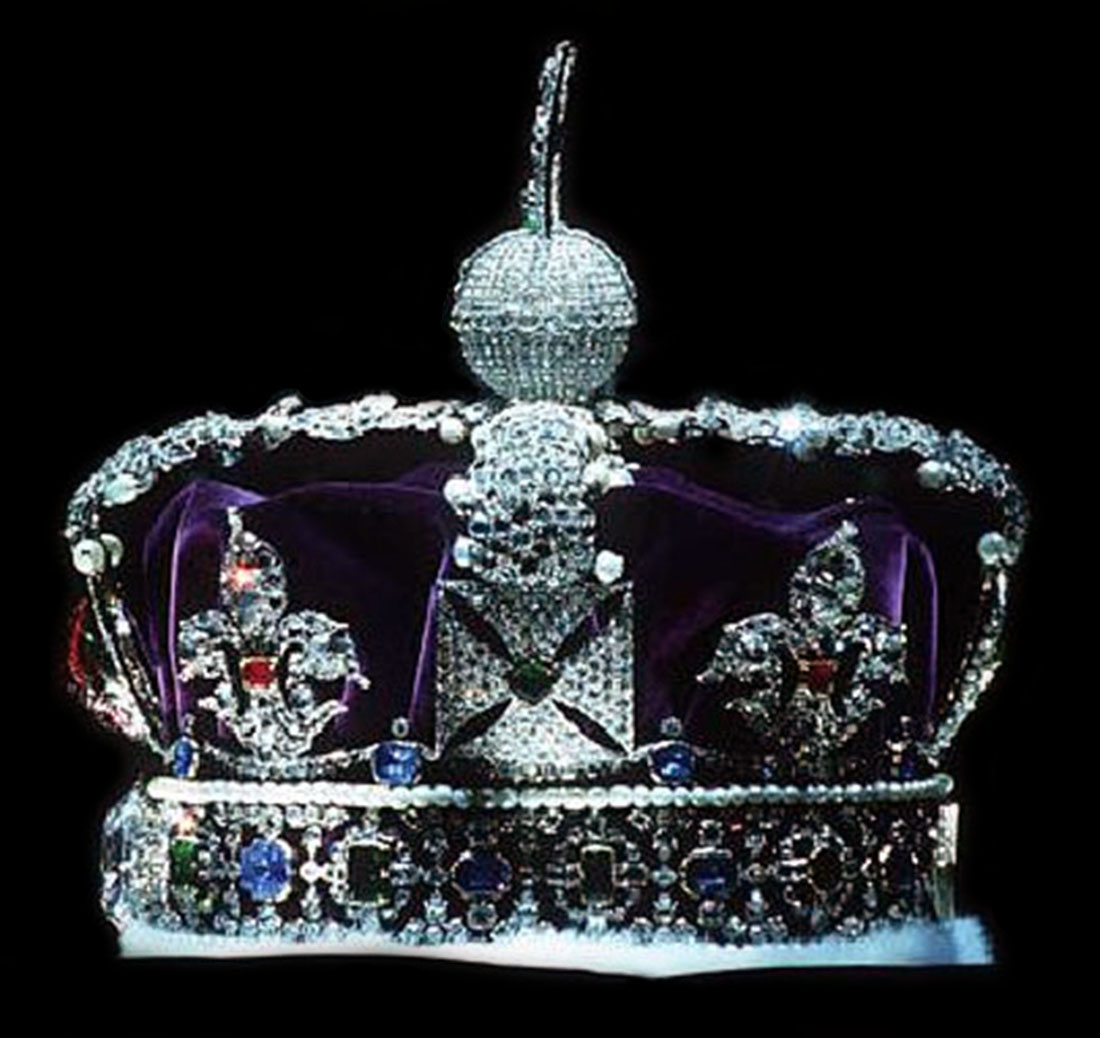
La couronne impériale d'apparat.

- La couronne impériale d'apparat (Imperial State Crown) a été fabriquée en 1937 pour le roi George VI et est identique à celle qui avait été créée en 1838 pour la reine Victoria. La couronne actuelle est en or et présente quatre croix pattées avec quatre fleurs de lys surmontées de deux arcs elles-mêmes surmontées d'une croix pattée. La couronne est sertie de nombreuses pierres précieuses dont 2 868 diamants, 273 perles, 17 saphirs, 11 émeraudes et 5 rubis. Lors de la cérémonie du couronnement, cette couronne est portée par le monarque à sa sortie de l'abbaye de Westminster et pendant la cérémonie d'ouverture du Parlement.
- La couronne impériale des Indes (Imperial Crown of India) a été conçue pour George V lors de sa visite à Delhi en tant qu'empereur des Indes. Une loi interdisait que les joyaux de la Couronne sortissent du Royaume-Uni pour empêcher leur mise en gage. Une nouvelle couronne a donc été créée pour ce voyage. Avec plus de 6 000 diamants, c'est une des couronnes les plus lourdes de la collection. Elle n'a plus été utilisée depuis, le monarque britannique ayant perdu le titre d'empereur des Indes en 1948.
- Le diadème d'apparat de George IV (George IV State Diadem) a été créé en 1820 pour le couronnement de George IV et a été porté par la reine Victoria et la reine Élisabeth II pendant la procession de couronnement.

Les reines consorts (c'est-à-dire les épouses des rois) portaient traditionnellement la couronne de Marie de Modène, reine sous Jacques II. Mais cette petite couronne était dès le début du XXe siècle dans un très mauvais état. Une nouvelle couronne a donc été conçue pour la reine Alexandra, consort d'Édouard VII, dans un style plus européen se détachant de la tradition britannique. Une nouvelle couronne, plus proche du style britannique cette fois-ci, a été fabriquée pour le couronnement de la reine Mary, consort de George V, en 1911. Enfin, une dernière version a été créée en 1937 pour la reine Elizabeth, consort de George VI. Le célèbre diamant Koh-i Nor a été présent successivement sur ces trois couronnes. La dernière couronne (sans les arcs cependant) a été portée par la reine mère lors du couronnement d'Élisabeth II. La reine consort actuelle, Camilla, fut couronnée avec la couronne de la reine Mary, sans le Koh-i Nor.
Dans sa Civilisation des Arabes (1884), Gustave Lebon souligne, dans une note de bas de page (p. 289) que :
« Un des rubis volés [par Pierre le Cruel] au roi arabe [Abou Saïd, alors roi de Grenade, ce dernier ayant invité Pierre le Cruel à sa cour] fut donné à un prince anglais par le souverain espagnol. Il orne aujourd'hui la couronne de la reine d'Angleterre qui se trouve déposée, avec les autres bijoux royaux, dans la Crown Jewel Room de la tour de Londres ».

## Couronnes de Marie de Modène
- Le diadème d'apparat (State Diadem) : porté par Marie de Modène et toutes les reines consorts jusqu'au XIXe siècle sur le chemin de leur couronnement.
- La couronne du couronnement (Coronation Crown) : la couronne avec laquelle elle a été effectivement couronnée. Elle se trouve maintenant au Museum of London.
- La couronne d'apparat (State Crown) : portée lors de la procession à la sortie de l'abbaye, portée ensuite pour des occasions très diverses.

## Globes et sceptres

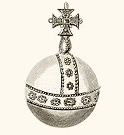
Le globe royal.

Deux sceptres font partie des insignes royaux.
- Le sceptre à la croix date de 1661 et est nommé ainsi car il est surmonté d'une croix. Il a été modifié en 1905 pour recevoir le Cullinan I (surnommé le Great Star of Africa, la grande étoile d'Afrique) et ses 530 carats (106 g), le deuxième plus grand diamant taillé du monde après le Golden Jubilee. Le Cullinan I aurait demandé huit mois de travail à trois diamantaires pour le polir et le tailler. Il est devenu la possession d'Édouard VII en 1908, cadeau du gouvernement Transvaal pour le remercier de lui avoir accordé l'indépendance. Le souverain tient ce sceptre de la main droite pendant le couronnement.
- Le sceptre à la colombe a aussi été fabriqué en 1661 et comporte à son sommet une colombe qui symbolise le Saint-Esprit. C'est lorsque le souverain porte les deux sceptres qu'on lui remet la couronne de Saint-Édouard.
- Le globe du souverain ou orbe, est une sphère creuse datant de 1661. Deux rubans de pierres précieuses l'entourent. Il est surmonté d'une croix incrustée de pierres précieuses symbolisant le rôle de défenseur de la foi du monarque britannique. Le souverain le porte de la main gauche pendant une partie de la cérémonie du couronnement.
- Il existe aussi un petit globe fabriqué pour la reine Marie II quand elle était couronnée en 1689 avec son mari, le roi Guillaume III (Guillaume II en Écosse).

## Épées
On utilise cinq épées différentes tout au long de la cérémonie du couronnement.
- L'épée empierrée d'offrande (Jewelled Sword of Offering) a été forgée pour le couronnement de George IV. Les pierres précieuses incrustées forment les emblèmes des nations du Royaume-Uni : la rose pour l'Angleterre, le chardon pour l'Écosse et le trèfle pour l'Irlande. C'est en fait la seule épée remise au monarque, les autres lui étant simplement présentées.
- L'épée d'apparat (Sword of State) est la plus grande épée des joyaux de la Couronne et lui est présentée par le grand chambellan lors du couronnement ou lors de la cérémonie d'ouverture du Parlement. Elle date de 1675. Sur sa garde sont représentés un lion et une licorne qui portent les armoiries royales. Sur la poignée et le pommeau figurent les armes de l'Angleterre (dont une herse, pour l'abbaye de Westminster), de l'Écosse, du pays de Galles et de l'Irlande[1]. Un fourreau en velours cramoisi la complète ; Marie II et Guillaume III font inscrire leurs armoiries sur ce dernier en 1689[1].

Les trois autres épées sont : l'épée de la justice spirituelle (Sword of Spiritual Justice), l'épée de la justice temporelle (Sword of Temporal Justice) et l'épée de la clémence (Sword of Mercy, ou Courte). La lame de cette dernière est symboliquement brisée à son extrémité.

## Objets d'onction
Lorsqu'un monarque est oint, le doyen de Westminster verse d'abord l'huile d'onction sainte (chrism), d'une ampoule dans une cuillère.

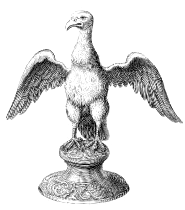
Ampulla, 1687

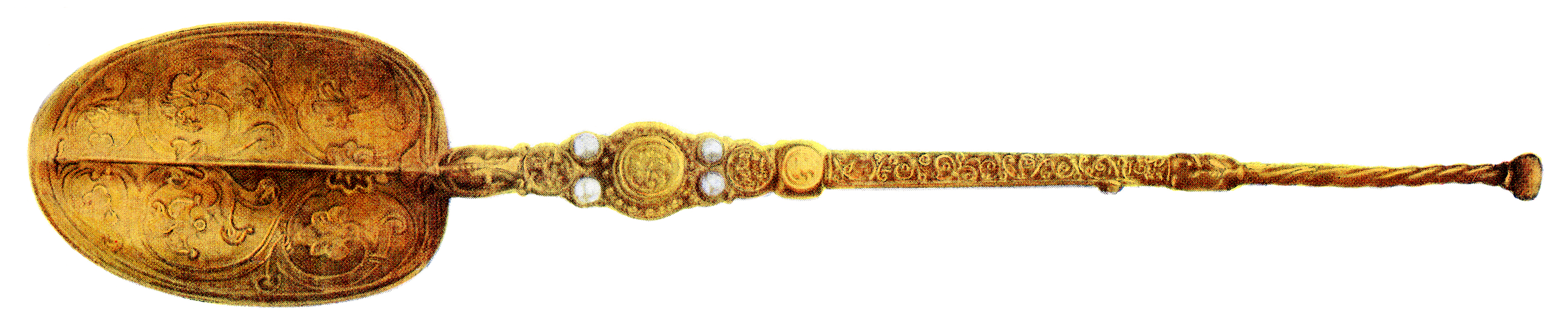
La cuillère de couronnement.

### Ampulla(fiole)
Son nom viendrait du latin ampulla (petit flacon, fiole) ou du saxon ampel (coupe, fiole).[réf. nécessaire]
Fabriqué en 1661, le récipient, haut de 20,5 cm et pesant 660 g, est en or creux et en forme d'aigle aux ailes déployées. Sa tête se dévisse, permettant au récipient d'être rempli d'huile, laquelle sort par un trou dans le bec.
L'ampoule d'origine était une petite fiole en pierre, parfois portée autour du cou comme pendentif par les rois, et conservée à l'intérieur d'un reliquaire doré en forme d'aigle. Selon la légende du XIVe siècle, la Vierge Marie est apparue à Thomas Becket - archevêque de Canterbury de 1162 à 1170 - et lui a présenté un aigle en or et de l'huile pour oindre les rois anglais. Cette ampoule a été enregistrée pour la première fois comme ayant été utilisée lors du couronnement d'Henri IV en 1399. Connu sous le nom d'Huile Sainte de Saint Thomas (Holy Oil of St Thomas), elle a été utilisée pour oindre tous les rois et reines suivants (sauf Marie Ire) jusqu'à ce que le récipient se vide finalement en 1625.
En 2013, l'ampoule se tenait à côté de la couronne sur l'autel de l'abbaye de Westminster lors d'une cérémonie célébrant le 60e anniversaire du couronnement d'Élisabeth II.

### Cuillère
La cuillère de couronnement est la pièce la plus ancienne des joyaux de la couronne (et le seul travail d'orfèvre royal anglais des années 1100), enregistrée pour la première fois dans la collection royale en 1349 sous le nom de "cuillère de forme ancienne" ; elle a probablement été fabriquée pour Henri II d'Angleterre ou Richard Cœur de Lion. Longue de 27 cm, elle est sertie de quatre perles ajoutées au XVIIe siècle. Une crête divise le bol en deux, créant des rainures dans lesquelles l'archevêque de Cantorbéry trempe deux doigts et oint le monarque, le confirmant comme gouverneur suprême de l'Église d'Angleterre. La cuillère est connue pour avoir été utilisée pour la première fois pour oindre un monarque lors du couronnement anglais de Jacques Ier en 1603.

## Autres éléments
- Bracelets « de sincérité et de sagesse ».
- Anneau « de la dignité royale ».
- Bâton de Saint Édouard.
- Huit masses de vermeil.

## Trompettes
Seize trompettes d'État en argent font partie des joyaux de la Couronne, mais ne sont plus utilisées. La première trompette date de 1780, quatre ont été fabriquées ensemble en 1813. Sur les seize, dix possèdent encore leurs bannières brodées des armoiries royales.

## Vaisselle
Une vaisselle en vermeil sert normalement au banquet du couronnement, bien que le dernier ait eu lieu en 1821, pour celui de George IV. Certaines pièces ont également été utilisées pour des sacres antérieurs. On compte par exemple un couvre-plat et son couvercle datant de 1820, des patènes à pied de 1821 ou encore une aiguière de 1735. La pièce la plus ancienne est une salière, dite « de la reine Élisabeth Ire » ; il y a aussi une salière dite « de Charles II » et une Fontaine à vin, mais qui servait à se rincer les doigts. Il existe également des fonts baptismaux exécutés en 1660.

## Tour de Londres
Les joyaux de la Couronne sont conservés à la tour de Londres depuis 1303, date à laquelle ils ont été dérobés à l'abbaye de Westminster. Après le couronnement de Charles II, ils ont été mis sous clé et étaient visibles après paiement d'un droit d'entrée à un gardien. Ces dispositions ont pris fin lorsque les joyaux ont été volés par le colonel Thomas Blood en 1671. Lui et ses trois acolytes ligotent le gardien et s'emparent des joyaux, mais surpris par le fils du gardien qui donne l'alarme, ils sont capturés avant de pouvoir s'enfuir. Les joyaux ont alors été mis dans une partie de la tour appelée la Jewel House (« Maison des Joyaux ») gardée par des hommes armés. Ils ont été temporairement retirés de la tour pendant la Seconde Guerre mondiale. Ils auraient été secrètement entreposés dans un coffre-fort de la compagnie Financière Sun Life à Montréal. D'après d'autres sources, les joyaux auraient été gardés dans la tour ronde du château de Windsor ou à Fort Knox, principal dépôt monétaire du département du Trésor des États-Unis. L'hypothèse du château de Windsor est la plus probable : les joyaux ne doivent légalement pas quitter le pays et les risques liés à un transport à l'étranger sont trop importants.